# Jeph Howard
Jeph Howard (nacido Jepharee Michael Howard; 4 de enero de 1979) es un músico estadounidense, conocido por ser el bajista de la banda de The Used.

## Biografía
Nacido el 4 de enero de 1979 e interesado en casi todos los géneros musicales - desde el hip hop hasta el metal- Howard comenzó tocando el bajo a comienzos de su adolescencia, abandonando la escuela para dedicarse a su carrera como músico. Antes de que Bert McCracken se uniera a la banda, él era el cantante.
Pero encontró dificultoso el poder cantar, ya que las palabras quedaban pegadas en su garganta. Por eso pasó a ser el bajista. Hace las segundas voces en casi todas las canciones.